# Willie Asbury
William Wesley "Willie" Asbury, född 22 februari 1943 i Crawfordville i Georgia, är en amerikansk utövare av amerikansk fotboll (running back) som spelade i NFL 1966–1968. Asbury spelade collegefotboll för Kent State Golden Flashes. I NFL spelade han för Pittsburgh Steelers.
Asbury draftades 1966 av Atlanta Falcons i fjärde omgången.